# Пуща-Водиця
Пу́ща-Води́ця — історична місцевість та кліматичний курорт у північно-західній частині Києва, в межах Оболонського району, розташований переважно у соснових лісах (приблизно 70 %). Назву місцевість отримала від слова «пуща», тобто густий, непрохідний ліс, і невеличкої річки Водиці, якої вже не існує.

## Географічні відомості

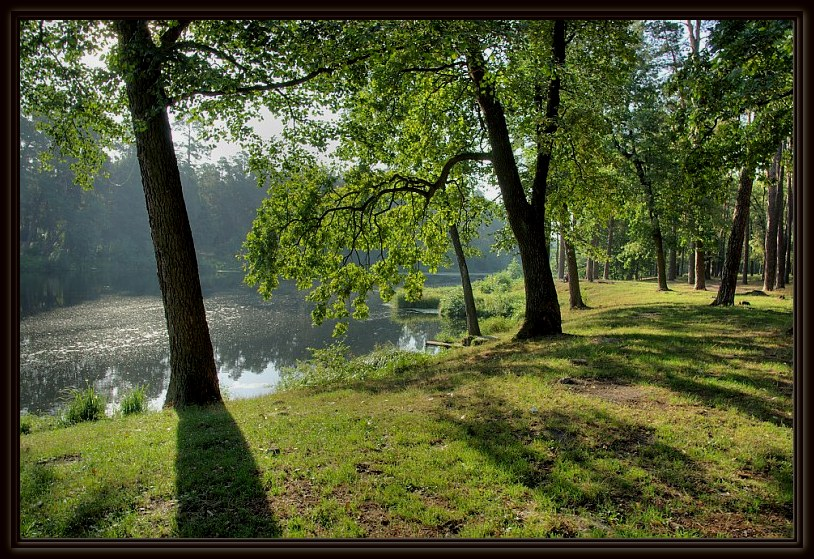
Вид на озеро Горащиха

Пуща-Водиця розташована на північно-західній околиці Києва в Оболонському районі. Південною межею вважається Гостомельське шосе, східною — Литовський проспект, західною — дорога на село Мощун. На півночі вона тягнеться до села Демидів. Площа Пущі-Водиці становить близько чотирьох тисяч гектарів, площа самого лісопарку — 370 га. Крім сосен та ялинок, у лісопарку наявні такі дерева як дуб, клен, береза, туя, катальпа бігнонієвидна, липа американська, коркове дерево амурське тощо. Курорт витягнутий з північного заходу на південний схід вздовж річок Горенка та Котурка, що є притокою р. Горенка. На цих річках влаштовані численні ставки, зокрема: ставок Сапсаїв, Міський ставок, ставок Горащиха, ставок Двірець, ставок Карачун, озеро УТОГ та ще кілька невеликих лісових ставків. Річка Водиця (від якої і походить назва) — це не паралельна назва Котурки, а окрема річка (струмок), неіснуюча нині права притока Дніпра (Почайни). Згідно з картами XIX ст., Водиця починалася в болоті Синяковому, протікала у південно-східному напрямі і впадала в заплавне озеро Біле, поєднане з Дніпром.

## Транспорт

Трамвай-кафе в Пущі-Водиці

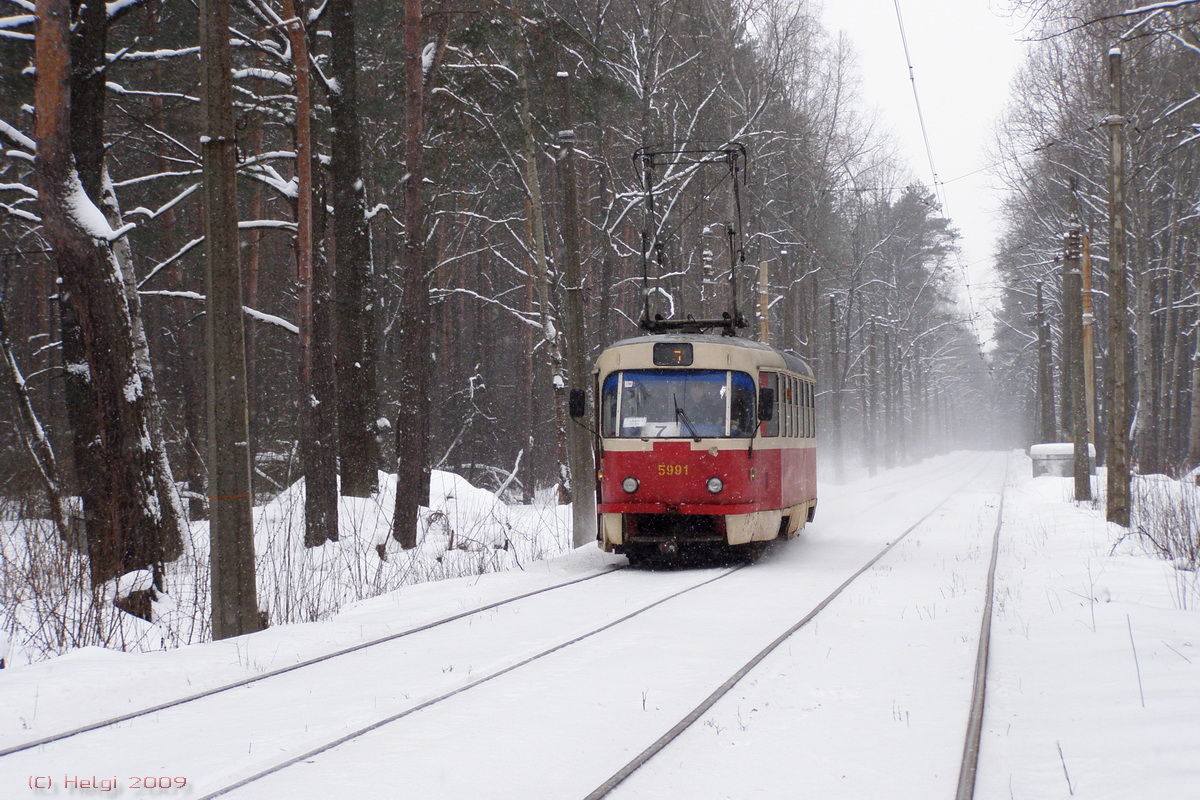
Старий трамвай в Пущі-Водиці

З Києвом Пуща-Водиця сполучається вул. Міською, від 1900 року (електрифікована 1904 року) діє трамвайна лінія (сполучає Пущу-Водицю з площею Шевченка, Куренівкою, Подолом, Оболонню). Унікальна історична трамвайна лінія в Пущу-Водицю, аналогів якій немає в Україні, йде через ліс. Тут курсують 12-й і 17-й маршрути трамвая. Також з Києвом Пуща-Водиця з'єднується автобусом № 30 та маршрутними таксі № 719 та № 719-2 (під час війни маршрут скасовано).

## Історія

### Середньовіччя
«Ліс і бір великий», розташований на околицях давнього Києва згадується в літописах початку XI ст. Згідно з літописами місцина відома з часів Кия, Щека і Хорива. З XI століття згадується як місце князівського полювання (в літописах 1009 −1010 рр. згадується про полювання князя Володимира).

### Нова історія
В 1571 році польський король Сигізмунд II Август видав грамоту міщанам на право «в тие пущи входити… и дрова добровольно брати». За вказівкою Петра I в 1724—1725 роках на території заповідної зони було закладено лісове господарство.
У 1793 територія була передана у власність Києву як «Лісова дача Пуща-Водиця». У 1794-98 згадувався хутір Пуща-Водиця.
Відтоді північно-західну околицю Києва іменують Пуща-Водицею. Її територія відвіку покрита лісом, який довгий час був предметом суперечок Межигірського і Братського монастирів. У 1793 році проблема була розв'язана радикально — Сенат передав місцевість у власність міста. «Міська лісова дача» мала площу 3180 десятини і обслуговувалася (досить недбало) лісовим господарством. В XVI—XVIII століттях ці землі перебували у володінні київських міщан.

Стара дерев'яна дача в Пущі-Водиці

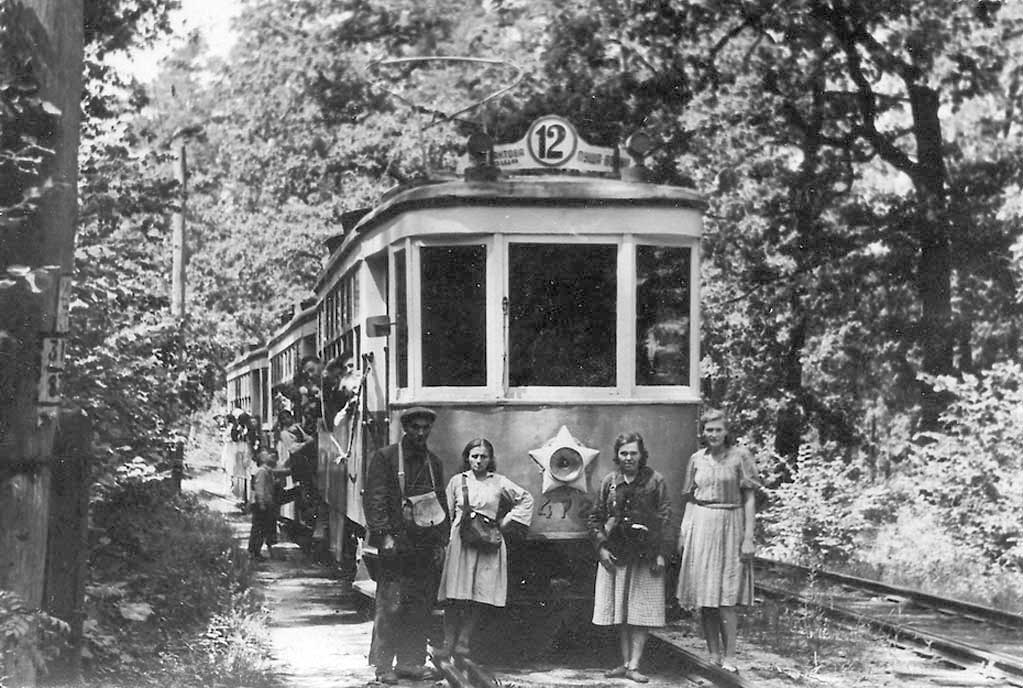
Трамвай у Пущі-Водиці (1949 р.)

Значну роль в розвитку дачного селища Пуща-Водиця зіграли в кінці XIX століття київські лікарі Ф. Г. Яновський і Р. Р. Рубінштейн, за ініціативою яких в Пущі були побудовані перші санаторії, а дачі почали знімати хворі. Немало посприяв створенню селища Пуща-Водиця і член Київської міської думи, київський купецький староста Микола Чоколов, який в 1883 році виступив з пропозицією організувати дачну місцевість. Дачне селище з 600 ділянками з'явилося в Пущі-Водиці через десять років, в 1893 року. Селище знаходилося між річками Котуркою і Горенкою і мало 7 вулиць, перетнутих 16 «лініями». Принцип самоврядування селища Пуща-Водиця дійсно нагадував устрій класичного «міста-саду»: ділянки здавалися приватним особам в довгострокову оренду, а власником лісових угідь залишалася Київська міська дума. Площа однієї ділянки становила 2700 м², ділянка забудовувалася протягом двох років з початку оренди, а площа будинку повинна було складати не менше 72 м². Власниками дач в Пущі-Водиці були архітектори Володимир Ніколаєв, Е. Брадтман, фабриканти Я. Ріхерт і І. Снєжко; бував тут і архітектор Владислав Городецький.
В 1904 році тут пустили перший трамвай. Цікаво, що назви ліній кондуктора, як правило, оголошували так само урочисто, як оповістять назви станцій на чорноморських курортах Одеси. До речі, місцевість в Пущі на тихій річечці Водиці була не менше значним оздоровчим центром. Учені вважали її природним інгаляторієм, повністю наповненим озоном і киснем, що благотворно впливає на організм людини. Отже недаром тут побудували близько 40 санаторіїв, будинків відпочинку, профілакторіїв і дитячих оздоровчих центрів.
До Жовтневого перевороту 1917 року в Пуща-Водиці проходили нелегальні маївки, конференція більшовиків (1907 р.), засідання Київського комітету РСДРП (1911 р.), засідання Всеукраїнського тимчасового партійного комітету (червень 1918 р.). В роки чорної реакції, після поразки революції 1905 — 1907 рр. тут ховалися від переслідувань революціонери. В 1912 р. на одній з маївок в Пущі-Водиці брало участь понад 200 чоловік.

### Новітній період
У роки Другої світової війни через лісопарк проходив передній край Лютезького плацдарму. Саме звідси 6 листопада 1943 року на київські вулиці зайшли радянські війська. І як пам'ять про трагічне минуле дотепер на деяких ділянках Пуща-Водицького лісу ще можна знайти воронки від снарядів, зруйновані траншеї і забуті бліндажі.
У покинутій гущавині, біля Мостища, Горенки і урочища Гнилий Ліс, існують також редути часів війни 1812 року, а одну з просік у села Лютіж місцеві жителі назвали Кутузовською. Відомо, що в 1806—1810 роках стратег Бородинської битви Михайло Кутузов був військовим губернатором Києва і проводив у цих місцях навчання з місцевим людом, готуючись до оборони міста від наполеонівських військ.
За радянської влади тут було розміщено санаторії, будинки відпочинку, піонерські табори. Заклади лікування і відпочинку розміщували як у самому селищі, так і в лісі («Пуща-Озерна», «Лісова поляна»). Показання: активні форми туберкульозу легень, захворювання і наслідки травматичних уражень периферичного відділу нервової системи тощо. Сезон — цілий рік.
З 1981 р. отримала статус селища міського типу, 21 вересня 1981 р. підпорядкованого Подільському адміністративному району Києва.

14 березня 2002 селище та селищну раду ліквідували, селище виключили з облікових даних, а його територію приєднали до Оболонського району Києва. В цьому статусі Пуща-Водиця перебуває і зараз.

## Освіта

### Загальноосвітні навчальні заклади
- Середня загальноосвітня школа № 104 ім. О. Ольжича (вул. Лісна, 28)

### Приватні навчальні заклади
- iQ school (МТА, вул. Міська, 9)
- Міжнародна Французька школа (вул. Лісова, 28А)

### Дошкільні навчальні заклади
- Дитячий садок № 52 «Теремок» (вул. Квітки Цісик, 48)

### Початкові спеціалізовані навчальні заклади
- Дитяча музична школа № 39 (вул. Федора Максименка, 18)

### Школи-інтернати
- Школа-інтернат № 4 (вул. Миколи Юнкерова, 55)
- Школа-інтернат № 21 (вул. Новикова-Прибоя, 11)
- Школа-інтернат № 25 (вул. Федора Максименка 28)

## Релігія

### Релігійні установи та організації
- Релігійна громада православної Церкви на честь Преподобного Серафима Саровського (вул. Миколи Юнкерова, 42)

Історія церкви Серафима Саровського

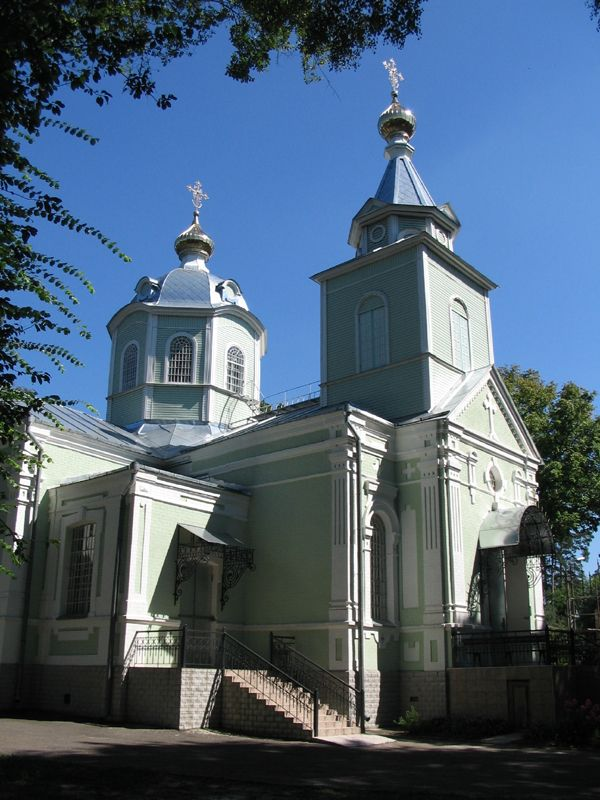
Церква св. Серафима Саровського

У рік канонізації преп. Серафима Саровського (1903 рік), кияни, чиї дачі розташовувалися в Пуща-Водиці, вирішили побудувати храм на честь преподобного Серафима. Спочатку була побудована каплиця за проєктом відомого київського архітектора Владислава Городецкого. Церква була побудована в 1908—1910 роках. Спочатку передбачалося звести кам'яний храм у візантійському стилі за проєктом академіка архітектури В. М. Ніколаєва за типом існуючої в Києві в Липках Олександро-Невської церкви, але, зважаючи на відсутність засобів, був прийнятий проєкт дерев'яної церкви на цегляному цоколі інженера А. І. Тихонова за участю міського архітектора Е. П. Брадтмана. Згодом перший поверх був обкладений цеглиною і оштукатурений; барабан куполу і другий ярус дзвіниці залишилися дерев'яними.
Головний престол церкви — в ім'я св. Серафима Саровського. Є також прибудови (лівий — в ім'я св. Пантелеймона, правий — в ім'я св. Миколая. Церква хрестова в плані (з прибудовами), над середохрестом на восьмигранному барабані розміщений купол з ложними люкарнами і главкою. Із заходу прибудована двоярусна дзвіниця з шатровим завершенням. В оформленні фасадів використані елементи бароко і класицизму. Притвор завершується трикутним фронтоном, під яким розміщено кругле вікно-розетка; завершення вікон напівциркулярні під фігурними сандрікамі; стіни розділені пілястрами. Внутрішня поверхня стін покрита олійною фарбою. Інтер'єр прикрашений іконописом, який поміщався в дерев'яному різьбленому одноярусному іконостасі, в кіотах і на стінах.
Храм був освячений 25 (12 за старим стилем) грудня 1910 року благочинним Києво-подільських церков протоієреєм І. Г. Богородицьким за участю настоятеля церкви, протоієрея Успенського собору А. Г. Дашкієва, священиків — К. К. Стешенко і Ф. І. Дєньга.
Незадовго до Німецько-радянської війни храм був закритий, іконостас і всі ікони береглися прихожанами до відкриття храму. Після війни іконостас був відновлений і реконструйований. Колишні ікони іконостасу зібрати не вдалося. В різний час і різними майстрами були написані тимчасові ікони. В 1992 році всі ікони для центрального іконостасу були написані київським художником Вандаловським. В 1995 році написана нова храмова ікона преподобного Серафима Саровського, а також 12 апостолів для іконостасу правої прибудови.
На сьогодні дерев'яна церква св. Серафима Саровського збереглася, біля церкви знаходиться каплиця-усипальниця(1913 р., архітектор Владислав Городецький, реставрована 2007 р.). Знаходиться храм по вул. Миколи Юнкерова, 42 (7-а лінія).
- Релігійна громада ХВЄ «Джерело життя» (вул. Федора Максименка, 78)

- Українська євангельська теологічна семінарія (УЄТС) (вул. Квітки Цісик, 57 (Зупинка транспорту «11-та лінія»))

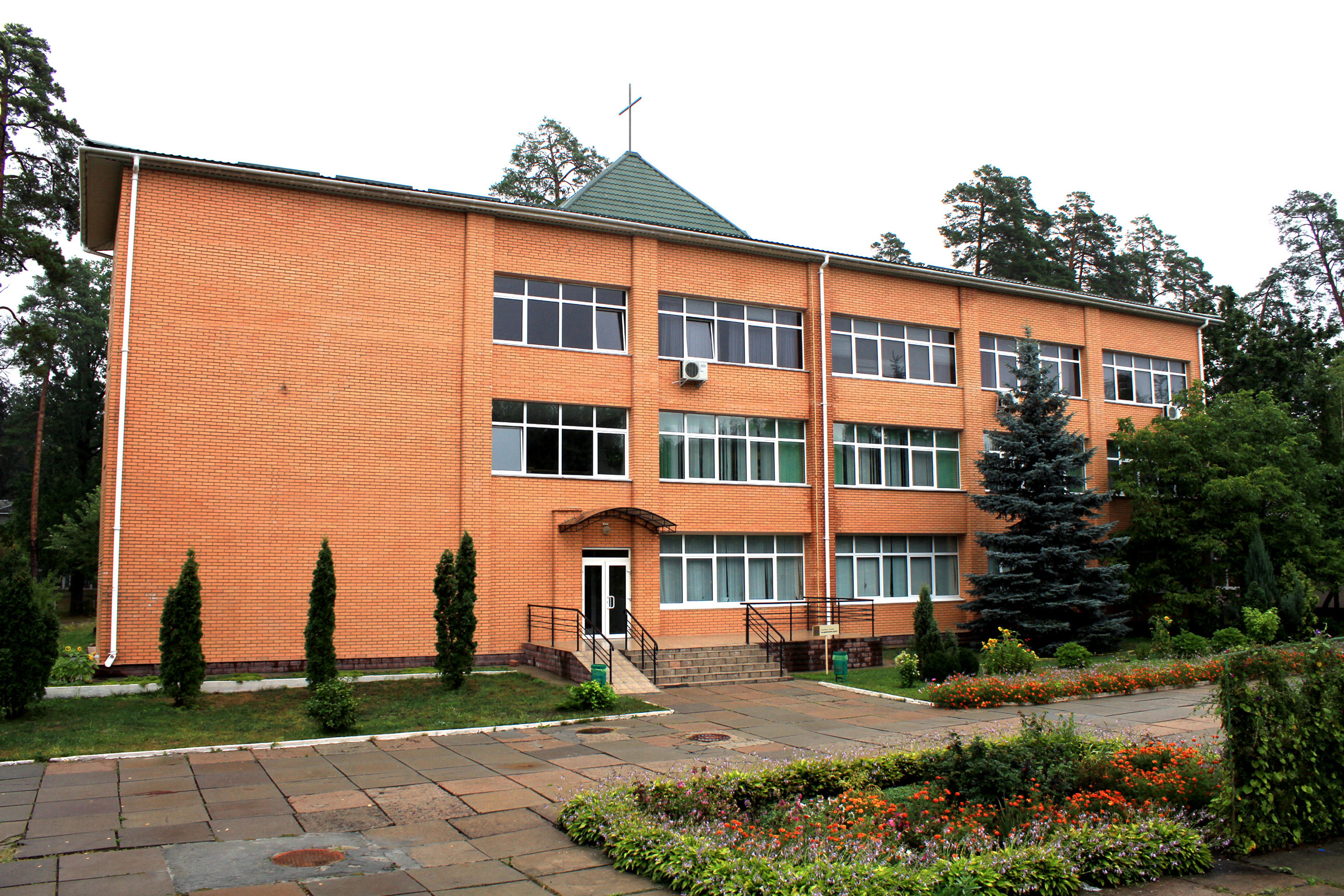
Академічний корпус УЄТС

Вищий міжденомінаційний богословський навчальний заклад з підготовки священнослужителів у сфері пасторології, лідерства, християнської психології та музичної творчості.

## Культура

### Культурні установи

Річка Котурка

Пуща-Водицький парк культури та відпочинку
В парку раніше були дитячі і спортивні майданчики, естрада. На березі впорядкованих ставків, що утворені в руслі річки Котурки — пляжі. Основні породи дерев — дуб і сосна. Парк є частиною великого лісового масиву (Пуща-Водицький ліс). Загальна площа парку — 11,73 га. Сполучається з містом трамвайною лінією (прокладена 1904 року).
Будинок ветеранів сцени ім. Н. М. Ужвій
У вересні 1959 року в Пущі-Водиці, на вулиці Міській, 1, за ініціативою і при безпосередній участі народної артистки СРСР Наталії Михайлівни Ужвій був побудований невеликий, всього на 35 осіб, будинок для самотніх артистів, що вийшли на пенсію і відслужили рідному мистецтву не один десяток років.

## Відпочинок

### Дитячі заклади відпочинку
- Міжнародна тенісна академія (вул. Міська, 9)
- Дитячий санаторій «Піонер» (вул. Миколи Юнкерова, 28)

- Дитячий санаторій «Ялинка» (вул. Квітки Цісик, 20)
- Дитячий оздоровчо-лікувальний комплекс «Вимпел» (вул. Квітки Цісик, 14)

- Дитячий оздоровчий табір «Пуща Водиця» (вул. Миколи Юнкерова, 76)
- Дитячий оздоровчий табір «Лісовий» (вул. Миколи Юнкерова, 2)
- Оздоровча база відпочинку для дітей «Супутник 1» (вул. Миколи Юнкерова, 14)
- ТОВ «Оздоровчий табір „Лідер“» (вул. Миколи Юнкерова, 16)
- «Міжнародний дитячий центр „Артек“» (Пуща-Водиця, 14-та лінія)

## Спорт

### Спортивні установи
- Міжнародна Тенісна Академія (вул. Міська, 9)
- База відпочинку УТОГ (вул. Курортна, 6)
- Навчально-спортивна база «Сокіл» (вул. Квітки Цісик, 54)

## Медичні заклади

### Лікарні
- Київський міський клінічний госпіталь ветеранів війни (КМКГВВ) (вул. Федора Максименка, 28)
- Дитяча міська туберкульозна лікарня (вул. Квітки Цісик, 10)
- Державний заклад «Госпіталь ветеранів війни „Лісова поляна“» (вул. 7-а Лінія)
- Психоневрологічна лікарня (вул. Міська, 2)

### Санаторії-профілакторії
- Дочірнє підприємство Лікувально-оздоровчий профілакторій «Дюбек» (вул. Квітки Цісик, 56)
- Оздоровчий комплекс «Берегиня» (вул. Миколи Юнкерова, 20)
- Оздоровчий центр «Джерело» (вул. Курортна, 4)
- Оздоровчий центр «Кораблик» (вул. Миколи Юнкерова, 19)
- Санаторій «1 Травня» (вул. Федора Максименка, 9)
- Санаторій-профілакторій «Укрзалізниця» (вул. Курортна, 11)
- Санаторій-профілакторій «Колос» (вул. Квітки Цісик, 20)
- Санаторій «Пуща-Водиця» (вул. Квітки Цісик, 60)
- Санаторій-профілакторій КТТУ (вул. Миколи Юнкерова, 13)
- Санаторій-профілакторій «Славутич» (вул. Миколи Юнкерова, 38)
- Санаторій-профілакторій «Маяк» (вул. Миколи Юнкерова, 58)
- Санаторний комплекс «Пуща Озерна»(вул. 14-а Лінія)
- Центральний військовий санаторій (вул. Квітки Цісик, 60)

### Аптеки
- Аптека ШІВВВ (вул. Федора Максименка, 26)
- Аптека № 1 ДАК «Ліки України» (вул. Федора Максименка, 28)
- Аптека ТОВ «Оріон-Альфа Плюс» (вул. Миколи Юнкерова, 92)

## Люди
У Пущі-Водиці мешкав та навчався 1917—1923 роках у місцевій школі (нині носить його ім'я) Олег Ольжич.
Малювали її художники Іван Їжакевич, Федір Коновалюк.
Власниками дач в Пущі-Водиці були архітектори Володимир Ніколаєв, Е. Брадтман, фабриканти Я. Ріхерт і І. Снежко; бував тут і архітектор Владислав Городецький.
У Пущі-Водиці проживає двічі чемпіон світу, чемпіон Європи з фехтування, заслужений тренер Юрій Іванович Чиж.
У Пущі-Водиці проживає поет Микола Рогожинський.
У Будинку ветеранів сцени імені Н. М. Ужвій проживають близько 30 митців

## У кінематографі
У Пущі-Водиці проводилися зйомки кінофільмів «Педагогічна поема» і «Дорогоцінний подарунок». А тим, хто дивився кінокомедію «Воротар», буде цікаво дізнатись про наступне. Головним героєм фільму був голкіпер процвітаючої команди Антон Кандідов, прототипом якого був воротар київського «Динамо» і збірної країни Антон Ідзковський. Він теж зіграв роль в комедії. Так от, екранний Антон, розвантажуючи баржі, з успіхом ловить на льоту кавуни. В реальному житті воротар Антон Ідзковський відточував свою майстерність на сонячних полянах Пуща-Водиці, куди постійно стікалися «кумири» дворових київських команд.